# Coupe latine de rink hockey 2002
Navigation
Coupe latine de rink hockey 2001 Coupe latine de rink hockey 2003
La Coupe latine de rink hockey 2002 est la 20e édition de la compétition organisée par le Comité européen de rink hockey. Cette édition a lieu à Sintra, au Portugal du 14 au 16 avril 2002. Le Portugal remporte pour la dixième fois ce tournoi.

## Déroulement
Les quatre équipes s'affrontent toutes une fois. 

## Classement et résultats
| Rang | Équipe   | Pts | J | G | N | P | Bp | Bc | Diff |  | Résultats |  |     |     |     |
| ---- | -------- | --- | - | - | - | - | -- | -- | ---- |  | --------- |  | --- | --- | --- |
| 1    | Portugal | 9   | 3 | 3 | 0 | 0 | 9  | 0  | +9   |  | Portugal  |  | 1-0 | 7-0 | 5-0 |
| 2    | Espagne  | 6   | 3 | 2 | 0 | 1 | 12 | 2  | +10  |  | Espagne   |  |     | 7-1 | 5-0 |
| 3    | Italie   | 3   | 3 | 1 | 0 | 2 | 4  | 16 | -12  |  | Italie    |  |     |     | 3-2 |
| 4    | France   | 0   | 3 | 0 | 0 | 3 | 2  | 9  | -7   |  | France    |  |     |     |     |

## Sources
- (pt) Cet article est partiellement ou en totalité issu de l’article de Wikipédia en portugais intitulé « Taça Latina de 2002 » (voir la liste des auteurs).